# Q10 (電視劇)
Q10，又譯機器女友Q10，是由2010年10月16日開始播放的日本電視台連續劇，播放時間為逢星期六日本時間晚上九時。

## 概要
主演的佐藤健是首次在黃金時間主演連續劇，而負責劇本的木皿泉是繼5年前野豬大改造之後再次為同一時段的連續劇撰寫劇本。宣傳詞為「我喜歡的轉校生是個機器人
。」
這個是一部校園群像劇，劇中各話均有特定的主題對象人物，但是不同人物的故事亦會沿著各話同時發展。
本劇為銀河賞2010年12月度月間賞、第48回（2010年度）優秀賞受賞作品。

## 故事大綱
主角深井平太（佐藤健 飾），是一個對人生不抱任何期待的高中生。在某個上學的日子，看到實驗室有人影，當他走到實驗室的時候，發現了校長（小野武彥 飾）從街上拾回來的機械人Q10（前田敦子 飾）躺在流理台上，平太因自己一個可笑的想法有意無意的把手伸進嘴裡啟動了Q10的開關，並令他自己成為了Q10的主人。只有校長、小川老師（田中裕二 飾）、小川老師的母親跟柳教授（藥師丸博子 飾）及平太知道Q10是機械人的事，為了要就近保護Q10是機器人的秘密，於是校長與老師便決定讓Q10以久戶花戀之名入學。在接下來的日子裡，Q10在平太的班上遇到了各個不同個性的同學們，例如動漫狂熱者的御宅族、生病多次留級的復讀生、喜歡搖滾的紅髮主唱、自卑貧困生、喜愛相親的班級導師、工作狂女教授、不繳學費的父母，還有更多其他個性的同學們。Q10和平太將會和他們發生一連串的事情，渡過有笑有淚的每一天。當中平太逐漸地愛上了Q10，而Q10亦改變了平太對人生的想法。究竟高中生與機械人的愛情會有甚麼結果呢?這是一部描寫人生、愛、勇氣、生存與及充滿淚水和歡笑的故事。

## 演員
| 演員       | 飾演角色        | 香港配音 |
| ---------- | --------------- | -------- |
| 佐藤健     | 深井平太        | 李凱傑   |
| 前田敦子   | Q10（久戶花戀） | 張頌欣   |
| 藥師丸博子 | 柳栗子          | 陳凱婷   |
| 田中裕二   | 小川訪          | 林保全   |
| 福田麻由子 | 富士野月子      | 程文意   |
| 蓮佛美沙子 | 山本民子        | 劉惠雲   |
| 池松壯亮   | 久保武彦        | 巫哲棋   |
| 賀來賢人   | 影山聰          | 李致林   |
| 柄本時生   | 藤丘誠          | 麥皓豐   |
| 高畑充希   | 河合恵美子      | 羅杏芝   |
| 細田義彥   | 中尾順          | 張方正   |
| 松岡璃奈子 | 深井千秋        | 林芷筠   |
| 光石研     | 深井武廣        | 梁志達   |
| 白石加代子 | 小川重          | 蔡惠萍   |
| 小野武彥   | 岸本路郎        | 譚炳文   |

### 客串演出
川口醫生 - 千葉雅子（第1話）
平太的主治醫生。
茶菓 - 駿河太郎（Sleepydog）（第2話）
山本民子所愛慕的樂團團員。「Slowpolice」這個樂團的主唱。
富士野月子的母親 - 舟木幸（第2話）
柴田京子 - 西平風香（第3話）
就讀3年C班。高中1年級時與平太交往，雙方都有一段痛苦的回憶。被選為文化祭的選美比賽的代表的美人。
西一馬 - 植原卓也（第3話）
鹿濱橋高中的畢業生。過去是田徑隊的主力，還教唆藤丘危險的賺錢方法的話。
河合啟介 - 松永隼（第3話）
河合惠美子的哥哥。說惠美子是醜八怪，不過在想在文化祭的舞台看看自己妹妹的表現。
看護師 - 村上寿子（第3、4、6話）
擔任久保的護士。
羽鳥慎一（日本電視播報員）〔本人、照片演出〕（第4話）
女學生 - 指出瑞貴、早野薫、石戸香穂（第5話）
對平太告白的女學生3人組。Q10的尾音「カナ?」（好嗎？）就是從她們那裡學來的。
川谷 - 芹澤興人（第7話）
在醫院裡和久保很親近的住院患者。沒結婚也沒小孩，有著把橋做好的熱情，不過很年輕就死了。
老奶奶 -小野敦子（第7話）
平太背著Q10到船旁邊時，以為平太要去搭船的而推著娃娃車的老奶奶，她告訴平太這裡的船好幾年都沒有開了，要搭船要到更遠的地方去。
占卜師 - 野口薰（第7話）
告訴岸本校長孫子是過世的前妻轉世的。
藤丘的父親 - 柄本明（第8話、最終話）
拋棄家庭的藤丘的父親。順便一提柄本明是飾演藤丘誠的柄本時生的真正父親。

### 3年B班座位表
【　】内为学号
|                  |                |                 | 伊坂幸次【2】    | 鷲田一【26】    |
| 富士野月子【21】 | 宮沢三郎【22】 | 重松良枝【12】  | 津村由起恵【15】 | 栗林慧汰【7】   |
| 小手川唯【9】    | 影山聡【5】    | 深井平太【18】  | 久戸花恋【27】   | 山本民子【24】  |
| 中尾順【16】     | 赤川詩織【1】  | 小山宙【10】    | 大友日明【3】    | 森永康成【23】  |
| 宗田理花【13】   | 五條拓也【8】  | 西村友郎【17】  | 福島早苗【19】   | 河合恵美子【6】 |
| 滝礼二【14】     | 藤丘誠【20】   | 岡崎明日香【4】 | 佐野洋【11】     | 吉永文子【25】  |
|                  |                | 讲台            |                  |                 |

## 製作人員
- 腳本 - 木皿泉
- 演出 - 狩山俊輔、佐久間紀佳
- 音樂 - 金子隆博（米米CLUB）、小山繪里奈
- 聲效製作 - 石井和之
- VFX・特殊造型監督 - 岡野正廣
- Q10メカ造型 - 關根研一
- 造型 - 梅澤狀一
- 行動協力 - 佐佐木修平
- 助手（腳本協力） - 根本ノンジ、さかいあお
- 助製作人- 萩原真紀
- 製作人 - 河野英裕、小泉守
- 高主管製作人 - 櫨山裕子
- 制作協力 - Total Media Communication
- 製作著作 - 日本電視台

## 主題曲
- 高橋優「ほんとのきもち」（Warner Music Japan）

插入曲
- ジローズ 「戦争を知らない子供たち」 （第1話）
- はしだのりひことシューベルツ 「風」 （第3話） - 文化节校花大赛时河合恵美子（高畑充希）演唱、山本民子（蓮佛美沙子）吉他伴奏。
- 堺正章 「さらば恋人」 （第6話） - 3年B班全体学生送别藤丘誠（柄本時生）之合唱曲。
- アン・ルイス 「グッド・バイ・マイ・ラブ」 （第9話）

## 播放日程
| 集數                                                              | 播放日期       | 副標題 | 收視率 |
| ----------------------------------------------------------------- | -------------- | ------ | ------ |
| 第1話                                                             | 2010年10月16日 |        | 15.3%  |
| 第2話                                                             | 2010年10月23日 |        | 10.2%  |
| 第3話                                                             | 2010年10月30日 |        | 10.7%  |
| 第4話                                                             | 2010年11月6日  |        | 11.2%  |
| 第5話                                                             | 2010年11月13日 |        | 10.9%  |
| 第6話                                                             | 2010年11月20日 |        | 10.3%  |
| 第7話                                                             | 2010年11月27日 |        | 10.9%  |
| 第8話                                                             | 2010年12月4日  |        | 08.8%  |
| 第9話                                                             | 2010年12月11日 |        | 10.1%  |
| 平均收視率10.9%（收視率為日本關東地區，由Video Research所調查。） |                |        |        |

## 外部連結
- 電視劇官方網站（页面存档备份，存于）

## 節目的變遷
| 日本日本電視台 日本電視台週六連續劇 | 日本日本電視台 日本電視台週六連續劇 | 日本日本電視台 日本電視台週六連續劇 |
| ----------------------------------- | ----------------------------------- | ----------------------------------- |
|                                     | Q10 （2010.10.16 - 2010.12.11）     |                                     |
| 美丘 （2010.7.10 - 2010.9.18）      | 小汪刑事 （2011.1.15 - 2011.3.19）  |                                     |

| 香港無綫電視J2台 週六晚上時段 21:35至22:35 · 4月9日 21:35 - 22:50 | 香港無綫電視J2台 週六晚上時段 21:35至22:35 · 4月9日 21:35 - 22:50 | 香港無綫電視J2台 週六晚上時段 21:35至22:35 · 4月9日 21:35 - 22:50 |
| ----------------------------------------------------------------- | ----------------------------------------------------------------- | ----------------------------------------------------------------- |
|                                                                   | （2011.04.09 - 2011.06.04）                                       |                                                                   |
| 單身情歌 （2011.01.08 - 2011.04.02）                              | （2011.06.11 - 2011.08.20）                                       |                                                                   |

| 臺灣 緯來日本台 週一到週五晚上18點30分至19時30分 | 臺灣 緯來日本台 週一到週五晚上18點30分至19時30分 | 臺灣 緯來日本台 週一到週五晚上18點30分至19時30分 |
| ------------------------------------------------ | ------------------------------------------------ | ------------------------------------------------ |
|                                                  | 機器女友Q10 （2011年7月11日 - 2011年7月21日）    |                                                  |
| 零秒出手 （2011年7月1日 - 2011年7月8日）         | 不良仔與眼鏡妹 （2011年7月22日 - 2011年7月28日） |                                                  |